# Igor Smolitsch
Igor Kornilevitch Smolitsch (2 septembre 1898, Ouman en Empire russe -2 novembre 1970, Berlin) est un historien de l'Église orthodoxe russe.

## Carrière
Né en Empire russe, il entreprend des études d'histoire et de littérature. Il finit ses études avec un mémoire sur L'Histoire de la colonisation de la région de la Volga aux XVIe et au XVIIe siècles au moment où la Première Guerre mondiale éclate. Après l'effondrement de l'Empire russe, il se réfugie à Istanbul avec les restes de l'armée de Wrangel en 1920, où il reste jusqu'en 1923 avant d'émigrer à Berlin. C'est l'époque, en 1922, où un grand nombre de grands professeurs russes sont expulsés par le gouvernement soviétique à Berlin et y fondent un « Institut des sciences de Russie ». L'émigration russe se retrouvait dans l'Académie Schenkel et pouvait y entendre Karsavine, Eichelbaum, Ilin, Stratonov. 
Au moment où l'Institut des sciences de Russie cesse d'exister, Igor Smolitsch part travailler sous la direction de Karl Stählin (de) qui venait d'achever le deuxième volume de son Histoire de la Russie. Pour le 3e volume, il fait appel à ses étudiants. Igor Smolitsch s'intéresse dans cette perspective à Ivan Kireïevski. Dans les années suivantes, ses travaux se multiplient; de Kireïevski, il commence à s'intéresser aux starets et également au monde religieux des XIXe et XXe siècles. Dans les années 1929-1933, il publie dans la revue Pout (Le Chemin) à Paris, puis ses travaux sont publiés dans les publications allemandes Zeitschrift für slavische Philologie, Jahrbüchern für osteuropäische Geschichte et Kyrios.
Ses monographies sur les starets le conduisent au problème des possessions monastiques et de la colonisation monastique. Il traite les deux sujets dans son ouvrage sur La Vie et l'enseignement des staret publié en 1936 et réédité en 1952. Il approfondit son sujet avec une étude extrêmement bien documentée intitulée Le Monachisme russe. Origine, développement et existence. 988-1917. Avec ce livre Smolitsch acquiert la réputation d'un des meilleurs connaisseur de l'histoire ecclésiastique de la Russie ancienne.
Il s'attelle alors à son œuvre phare, une Histoire de l’Église russe de 1700 à 1917 qui complète un ouvrage contemporain de Michael Klimenko sur la période 988-1700. Cette tâche n'avait pas été entreprise depuis l'ouvrage de Stepan Grigorevitch Rynkevitch, bibliothécaire du Saint- Synode, en 1900. Smolitsch avait une grande capacité pour traiter les archives et une grande connaissance, à défaut, des ouvrages parus sur son domaine. De cette œuvre ambitieuse paraît en 1964 à Leyde le premier volume. Le deuxième volume paraîtra après sa mort. L'œuvre est réputée pour la solidité de ses sources et de sa construction, surpassant même en cela les travaux d'Anton Kartachev.
En 1964, il est nommé par l'Institut Saint-Serge de Paris Docteur ès sciences ecclésiastiques.

## Méthode
Très méthodique dans son utilisation des sources, Smolitsch soulignait souvent qu'il ne pouvait être comparé à un historien comme Evgeni Goloubinski car beaucoup des sources premières étaient inaccessibles ou détruites pendant la période soviétique. Il rappelle cette difficulté au début du Monachisme russe. Origine, développement et existence. 988-1917, refusant dans son avant-propos de l'appeler Histoire du monachisme russe à cause de l'accès limité aux sources.

## Œuvre
- Zur Geschichte der Kolonisation des Wolgagebietes im 16. und 17. Jh
- Leben und Lehre der Starzen, 1936, Köln et Olten, Jakob Hegner Verlag, 1952, traduit en français par Josse Alzin et Pierre Chambard sous le titre Moines de la Sainte Russie, Mame, 1967: ouvrage de vulgarisation sur les points importants de la spiritualité monachique russe, avec une large place faite aux discours de ses principales personnalités. Il établit une filiation spirituelle des différentes époques du monachisme à travers l'institution des starets.
- Russisches Mönchtum. Entstehung, Entwicklung und Wesen 988-1917 (Le monachisme russe. Origine, développement et existence. 988-1917) , Würzburg, Augustinus Verlag, 1953
- Geschichte der russische Kirche 1700-1917, Leyde, 1964, (vol 2: ed. Gregory L. Freeze, Forschungen zur osteuropäischen Geschichte, vol. 45), Wiesbaden, 1991: une étude sur l'histoire de l’Église russe qui complète celle de Klimenko : l'œuvre de référence de Smolitsch
- Participation aux ouvrages collectifs Religion in Geschichte und Gegenwart et au Lexikon für Theologie und Kirche

## Source
Hommage par Robert Stupperich